# Ministri della difesa della Croazia
I ministri della difesa della Croazia dal 1990 ad oggi sono i seguenti.

## Lista
| Ministro      | Ministro        | Ministro                   | Partito                              | Governo                   | Mandato           | Mandato           |
| Ministro      | Ministro        | Ministro                   | Partito                              | Governo                   | Inizio            | Fine              |
| ------------- | --------------- | -------------------------- | ------------------------------------ | ------------------------- | ----------------- | ----------------- |
| Difesa        |                 |                            |                                      |                           |                   |                   |
|               |                 | Petar Kriste (1936)        | Unione Democratica Croata            | Mesić                     | 31 maggio 1990    | 24 agosto 1990    |
|               |                 | Šime Đodan (1927-2007)     | Unione Democratica Croata            | Manolić                   | 24 agosto 1990    | 17 luglio 1991    |
| vacante       | vacante         | vacante                    | vacante                              | Gregurić                  | 17 luglio 1991    | 31 luglio 1991    |
|               |                 | Luka Bebić (1937)          | Unione Democratica Croata            | Gregurić                  | 31 luglio 1991    | 18 settembre 1991 |
|               |                 | Gojko Šušak (1945-1998)    | Unione Democratica Croata            | Gregurić                  | 18 settembre 1991 | 12 agosto 1992    |
| Šarinić       | 12 agosto 1992  | Gojko Šušak (1945-1998)    | Unione Democratica Croata            | 3 aprile 1993             |                   |                   |
| Valentić      | 3 aprile 1993   | Gojko Šušak (1945-1998)    | Unione Democratica Croata            | 7 novembre 1995           |                   |                   |
| Mateša        | 7 novembre 1995 | Gojko Šušak (1945-1998)    | Unione Democratica Croata            | 3 maggio 1998             |                   |                   |
| Mateša        |                 |                            | Andrija Hebrang (1946)               | Unione Democratica Croata | 14 maggio 1998    | 14 ottobre 1998   |
| Mateša        |                 |                            | Pavao Miljavac (1953-2022)           | Unione Democratica Croata | 14 ottobre 1998   | 27 gennaio 2000   |
|               |                 | Jozo Radoš (1956)          | Partito Social-Liberale Croato       | Račan I                   | 27 gennaio 2000   | 30 luglio 2002    |
|               |                 | Željka Antunović (1955)    | Partito Socialdemocratico di Croazia | Račan II                  | 30 luglio 2002    | 23 dicembre 2003  |
|               |                 | Berislav Rončević (1960)   | Unione Democratica Croata            | Sanader I                 | 23 dicembre 2003  | 12 gennaio 2008   |
|               |                 | Branko Vukelić (1958-2013) | Unione Democratica Croata            | Sanader II                | 12 gennaio 2008   | 6 luglio 2009     |
| Kosor         | 6 luglio 2009   | Branko Vukelić (1958-2013) | Unione Democratica Croata            | 29 dicembre 2010          |                   |                   |
| Kosor         |                 |                            | Davor Božinović (1961)               | Unione Democratica Croata | 29 dicembre 2010  | 23 dicembre 2011  |
|               |                 | Ante Kotromanović (1968)   | Partito Socialdemocratico di Croazia | Milanović                 | 23 dicembre 2011  | 22 gennaio 2016   |
|               |                 | Josip Buljević (1971)      | Unione Democratica Croata            | Orešković                 | 22 gennaio 2016   | 19 ottobre 2016   |
|               |                 | Damir Krstičević (1969)    | Unione Democratica Croata            | Plenković I               | 19 ottobre 2016   | 14 maggio 2020    |
| vacante       | vacante         | vacante                    | vacante                              | Plenković II              | 14 maggio 2020    | 23 luglio 2020    |
|               |                 | Mario Banožić (1979)       | Unione Democratica Croata            | Plenković II              | 23 luglio 2020    | 16 novembre 2023  |
|               |                 | Ivan Anušić (1973)         | Unione Democratica Croata            | Plenković II              | 16 novembre 2023  | 17 maggio 2024    |
| Plenković III | 17 maggio 2024  | Ivan Anušić (1973)         | Unione Democratica Croata            | in carica                 |                   |                   |

### Esplicative
1. 1 2  Ricopre anche la carica di Vice Primo ministro.
2. ↑  Ricopre anche la carica di Vice Primo ministro dal 17 maggio 2024.